# قتاد كراليكي
القَتَاد الكراليكي (باللاتينية: Astragalus kralikii) نوع نباتي عشبي من جنس القتاد.

## البيئة والانتشار
موطنه مصر والمغرب العربي.

## مرادفات للاسم العلمي
- (باللاتينية: Astragalus hispidulus subsp. kralikianus Täckh. & Boulos)
- (باللاتينية: Astragalus hispidulus subsp. kralikii (Coss.) Pott.-Alap.)